# Gaston Glock
Gaston Glock (Vienna, 19 luglio 1929 – Klagenfurt am Wörthersee, 27 dicembre 2023) è stato un progettista e imprenditore austriaco, miliardario e fondatore della azienda produttrice di armi da fuoco Glock.

## Biografia

### Origini e formazione
Dopo essersi formato nello studio delle materie plastiche, fondò la società nel 1963 a Deutsch-Wagram, Austria (a 15 km da Vienna),

### L'interesse per le armi
Nel 1981 Gaston stava producendo granate di plastica per l'esercito austriaco. Un giorno sentì due colonnelli lamentarsi del fatto che non esisteva una pistola in grado di soddisfare le loro necessità. Glock si offrì di progettarne una, e loro risero di lui. Gaston tuttavia non dubitò di potercela fare. "Il fatto che io non sapessi nulla era il mio vantaggio", ha detto. Ha lavorato per il progetto di notte, nel suo seminterrato. Disse di aver usato la mano sinistra per provare l'arma, in modo tale che se fosse esplosa, avrebbe potuto comunque continuare il progetto utilizzando la destra. L'arma ha superato ogni concorrenza, e ha ricevuto un ordine di 25.000 unità nel 1983.
Nel 1985 si recò nel Lussemburgo, Paese in cui le società di partecipazione non sono soggette a imposte sulle plusvalenze. Durante un incontro casuale per strada, Glock chiese ad un uomo d'affari se conosceva qualcuno che potesse aiutarlo a espandere la sua impresa, ancora alle prime armi. "Io sono il tuo uomo", gli rispose Charles Ewert, che sosteneva di avere collegamenti internazionali. Con il tempo Ewert diventò il volto di Gaston fuori dall'Austria, mentre Gaston si concentrò sulla produzione. Nello stesso anno aprì una filiale a Smyrna (USA), e fu un buon affare: con l'aumento della criminalità legata alla droga, sempre più poliziotti comprarono le sue armi, che non avevano concorrenti grazie ai bassi costi di produzione.

### L'espansione imprenditoriale
Ewert aprì uffici in Francia, Hong Kong, Svizzera e Uruguay. Gaston ne era contento e disse alla sua famiglia ed ai suoi dirigenti che, se gli fosse successo qualcosa, sarebbero dovuti andare da Ewert. "Mi hanno scambiato per il suo figlio maggiore" disse Ewert, una volta. Nella primavera del 1999, Gaston ricevette una chiamata da un dipendente di Ginevra di Ewert, a cui Ewert aveva sparato. Egli sosteneva che Ewert avesse usato soldi della società per comprare una casa in Svizzera, e avesse compiuto altri misfatti. Gaston non gli credette, ma per mettersi l'animo in pace organizzò una riunione con Ewert.

### L'attentato
Il 27 luglio 1999 (il giorno della riunione), come suggerito da Ewert, Gaston si fermò a guardare un'auto sportiva nel garage poco illuminato di un ufficio nel Lussemburgo. Un uomo mascherato balzò da dietro l'auto e lo colpì alla testa con un martello di gomma. Nel tentativo di appropriarsi indebitamente di milioni da parte della società, Ewert aveva assunto Jacques Pêcheur, 67 anni, francese, ex mercenario, per uccidere Gaston.
Secondo la rivista Forbes, Ewert fuggì dalle scale dicendo "sono un vigliacco". Pêcheur continuò a cercare di ferirlo, Gaston tuttavia riuscì a sopravvivere e a respingere l'attacco, colpendo Pêcheur due volte. A causa delle sue ferite (incluse 7 contusioni alla testa ed alcuni tagli ed abrasioni) Gaston perse un litro di sangue.
Jacques Pêcheur venne condannato a 17 anni di carcere, e dopo la sua testimonianza, Charles Ewert fu condannato a 20 anni. Quest'ultimo è stato inoltre accusato di contrabbando di armi, per un valore totale di circa 100 milioni rubati alla società (dal 1989).

### Il ritorno in Austria
Dopo l'accaduto mantenne poche amicizie (di alto livello, come quella con papa Giovanni Paolo II e con Jörg Haider, leader del partito conservatore FPÖ (Partito della Libertà Austriaco). La sua stanza preferita della sua villa al Wörther See, in Austria, è nel seminterrato, dove può controllare ogni più piccolo dettaglio del suo funzionamento interno (ad esempio la temperatura delle piastrelle nel bagno al piano di sopra). Per recarsi da qualsiasi parte usa il suo jet Cessna Citation. "Ci sono meno pazzi in cielo", disse una volta.
Dall'aprile 2002, Gaston è inoltre nel consiglio di amministrazione della società di controllo del traffico aereo Austro Control.
Glock è morto il 27 dicembre 2023, all'età di 94 anni.

## Vita privata
Glock sposò Helga Glock nel 1958 e insieme fondarono l'azienda di famiglia nel 1963. Divorziarono nel 2011 e iniziarono una causa archiviata poi nel 2017.
Glock ha donato oltre 1 milione di euro a enti di beneficenza austriaci. Ha anche donato fondi al Partito della Libertà austriaco.  Glock è stato descritto come un "miliardario austriaco solitario" che evitava la pubblicità e apprezzava la sua privacy.